# Монтейру, Телма
Те́лма Алеша́ндра Пи́нту Монте́йру (порт. Telma Alexandra Pinto Monteiro; род. 27 декабря 1985, Лиссабон) — португальская дзюдоистка, бронзовый призёр Олимпийских игр 2016 года, пятикратная чемпионка Европы, чемпионка Европейских игр, многократный призёр чемпионатов мира и Европы.

## Карьера
На церемонии открытия летних Олимпийских игр 2012 года была знаменосцем команды Португалии.
Обладательница 11 наград чемпионатов Европы — один из лучших результатов в истории этих соревнований (10 медалей чемпионатов Европы, в том числе 8 золотых, на счету румынки Алины Думитру).

## Монтейру на Олимпийских играх
На Олимпиаде 2004 года выступала в категории до 52 кг. На этапе четвертьфиналов уступила французской дзюдоистке Аннабель Юрани.
На Олимпийских играх 2008 года также выступала в весовой категории до 52 кг и также на этапе четвертьфиналов уступила китаянке Сянь Дунмэй.
На Олимпиаде 2012 года в Лондоне, выступив в категории до 57 кг, уступила на первом же этапе американской дзюдоистке Марти Маллой.
На Олимпиаде 2016 года в Рио-де-Жанейро, выступив в категории до 57 кг, взяла бронзовую медаль. Это была единственная медаль Португалии во всех видах спорта на Играх 2016 года.
В 2020 году на чемпионате Европы в ноябре в чешской столице, Телма смогла завоевать серебряную медаль турнира в категории до 57 кг. В финале уступила венгерской спортсменке Хедвиге Каракаш.
В апреле 2021 года в Лиссабоне на чемпионате Европы Телма смогла одержать победу в весовой категории до 57 кг и стала пятикратной чемпионкой континента. В финале была сломлена словенская спортсменка Кайя Кайзер. 